# Charles Nicoullaud
Pour les articles homonymes, voir Nicoullaud.
Charles Nicoullaud, né  Pierre-Charles-Adolphe Nicoullaud à Paris le 3 mars 1854, mort à Neuilly-sur-Seine le 20 août 1925, est un astrologue, essayiste et antimaçon français. Il écrivit sous le pseudonyme de Fomalhaut qui est le nom de l'étoile Alpha Piscis Austrini.

## Biographie
Il participa à la Guerre de 1870 et obtint la médaille commémorative. Puis il milite dans les milieux pseudo-royalistes favorables au thème du "Grand Monarque", figure pseudo-apocalyptique de certains milieux politico-mystiques. Il est délégué à la Ligue populaire aux côtés de Georges Berry et Adolphe Pieyre et fut un ami du marquis d'Osmond. Il collabore à divers journaux, dont Le Gaulois, consacre un ouvrage à Casimir Périer, député de l'opposition 1817-1830 et publie un manuel d'astrologie (1897) sous le pseudonyme de Fomalhaut.  Il collabore à des publications antimaçonniques dont la Revue Internationale des Sociétés Secrètes. Il n'eut de cesse de dénoncer un machiavélique complot maçonnique universel. Son œuvre a fait l'objet d'une étude dans l'ouvrage de Jules Case Critique et chroniques.
En 1914, sous le pseudonyme de A. Martigue et avec le concours d'un certain Gustave Bord, il s'engage dans une violente campagne contre René Guénon à propos de l'énigme des « Supérieurs inconnus », d'où il ressort que Nicoullaud, qui se présentait toujours comme un catholique rigoureux, fréquentait les milieux anti-chrétiens qui gravitaient dans l'entourage de Léo Taxil, auteur d'un canular visant à la fois l'église Catholique et la franc-maçonnerie. La même année, il publie un livre sur Nostradamus. Atteint d'un cancer du pancréas, il meurt le 20 août 1925 en son domicile de Neuilly-sur-Seine.

## Théories
Il est connu pour avoir déclaré en 1897, dans son livre Traité d'astrologie sphérique et judiciaire: "La planète au-delà de Neptune existe, elle se nomme Pluton", bien avant que celle-ci ne soit découverte et nommée officiellement. Il faut cependant noter que l'existence d'un objet transneptunien était un sujet d'actualité à l'époque, et que plusieurs autres auteurs avaient annoncé son existence.
Cet objet transneptunien fut effectivement découvert dans le système solaire en 1930 et le nom de Pluton lui fut bien attribué. Il présente une théorie duodécimale des Domiciles, avec Pluton en Bélier, Vulcain en Gémeaux, et Junon, une planète détruite lors d'une catastrophe sidérale et dont la ceinture d'astéroïdes en constituerait les débris, en Balance.
Il a consacré un livre au décryptage méthodique des Centuries de Nostradamus où en royaliste convaincu, il voyait inscrit l'annonce de l'avènement du futur Grand Monarque appelé à sauver la France.

## Œuvres
- Casimir Perier, député de l'opposition. 1817-1830, Paris, Plon, 1894
- Traité d'astrologie sphérique et judiciaire, 1897
- L'Expiatrice. Paris, Perrin, 1909.
- Nostradamus, ses prophéties, Éditeur : Perrin & Cie, 1914.
- Episode Antimaçonnique, Éditeur : Revue Internationale des Sociétés Secrètes, 1914.
- L'initiation Maçonnique L'initiation Dans Les Sociétés Secrètes, préface d'Ernest Jouin, Éditeur : Perrin & Cie, 1913
- Récits d'une tante. Mémoires de la Comtesse de Boigne née D'Osmond
- Zoé la théosophe à Lourdes., Éditions Vigot Frères.
- Les idées maçonniques en 1913,